# Mont Carleton
Pour les articles homonymes, voir Carleton.
Le mont Carleton est la plus haute montagne du Nouveau-Brunswick et des provinces maritimes du Canada. Cet inselberg s'élève à 817 m d'altitude et a été nommé en l'honneur de Thomas Carleton, le premier lieutenant-gouverneur de la province. La montagne se trouve dans le comté de Northumberland et fait partie du parc provincial du Mont-Carleton, près de la ville de Saint-Quentin, dans le Nord de la province.
Ce parc occupe 17 000 hectares du territoire néo-brunswickois, soit le plus grand des 34 parcs provinciaux gérés par le ministère du Tourisme et des Parcs et le ministère des Ressources naturelles du Nouveau-Brunswick. Ce parc de forêts touffues sillonnées de rivières et de lacs est surplombé de montagnes des Appalaches. On peut y faire de nombreuses activités dont de la pêche, de la randonnée pedestre, de la bicyclette, du ski de fond en hiver, ou tout simplement profiter de la plage d'eau douce l'été.

## Randonnée

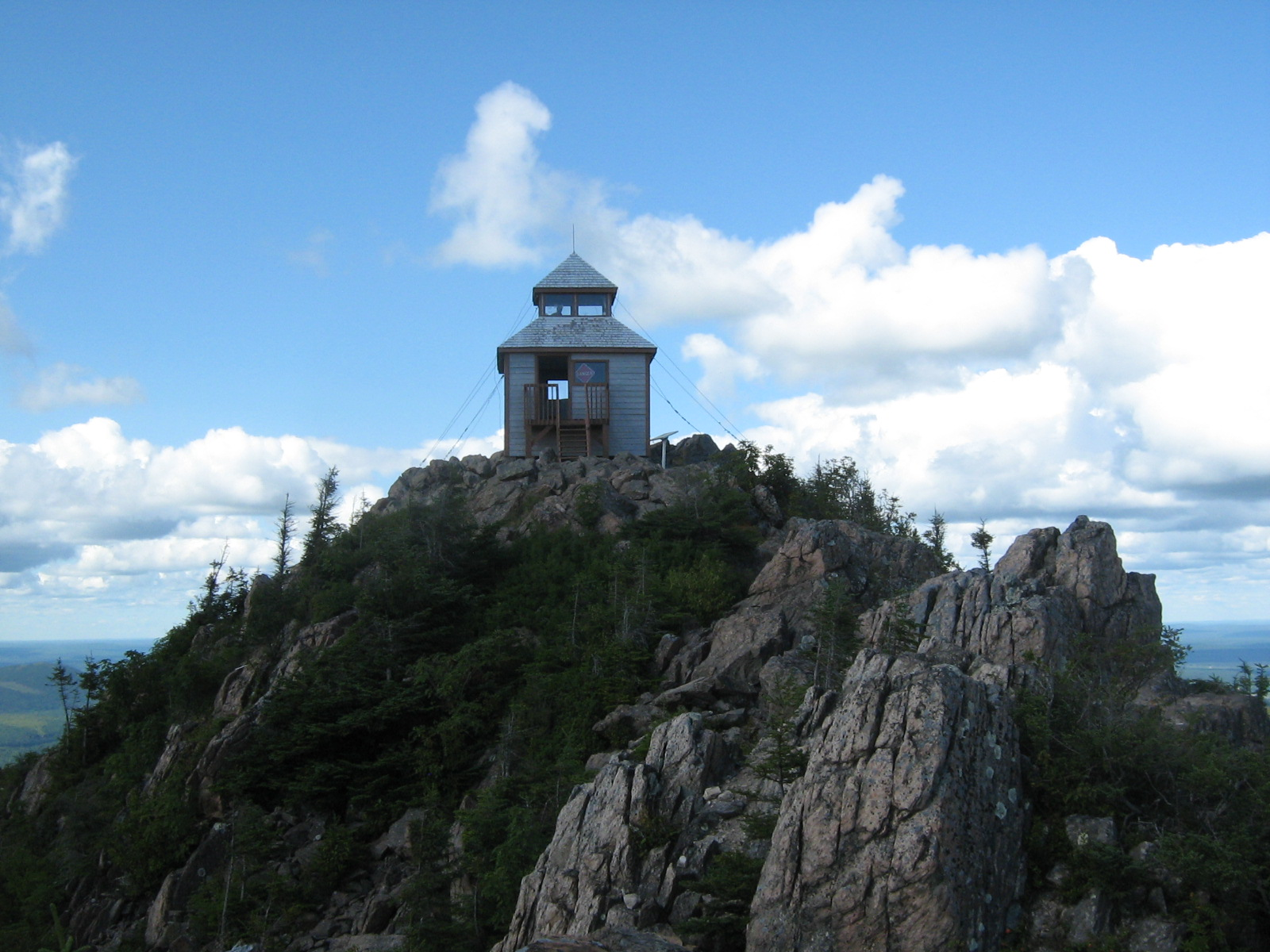
Sommet du mont Carleton avec sa tour à incendie.

Il est possible d'atteindre le sommet du mont Carleton par un sentier pédestre faisant une boucle de 9,9 km à partir du sud-ouest de la montagne. Un autre sentier, plus difficile, le relie aux monts Head (792 m) et Sagamook (777 m), permettant de traverser le massif.